# Cryptacris costaricensis
Cryptacris costaricensis är en insektsart som beskrevs av Marius Descamps och David M. Rowell 1984. Cryptacris costaricensis ingår i släktet Cryptacris och familjen gräshoppor. Inga underarter finns listade i Catalogue of Life.